# Mòng biển Thayer
Mòng biển Thayer (danh pháp hai phần: Larus thayeri) là một loài mòng biển thuộc họ Mòng biển, là loài bản địa Bắc Mỹ và sinh sản ở các đảo Bắc cực của Canada và chủ yếu trú đông ở bờ biển Thái Bình Dương, từ nam Alaska đến vịnh California, dù cũng có các quần thể trú đông ở Ngũ Đại hồ và thượng lưu sông Mississippi. Đây là một loài lang thang đến Tamaulipas, México,1 Lưu trữ ngày 19 tháng 6 năm 2010 tại Wayback Machine Nhật Bản,3 Lưu trữ ngày 4 tháng 11 năm 2012 tại Wayback Machine Đan Mạch, và các khu vực khác ở phía tây châu Âu. Mòng biển Thayer trưởng thành có thân dài đến 56–64 cm, sải cánh dài 130–148 cm, cân nặng 720-1500 g.. Chim trống nặng khoảng 1.093 g (2,410 lb) còn chim mái hơi nhỏ hơn, trung bình 900 g (2,0 lb)..